# Bukit Pagon
Der Bukit Pagon auf der asiatischen Insel Borneo ist mit einer Höhe von 1850 m der höchste Berg von Brunei. Sein Gipfel liegt auf der Grenze zwischen Brunei (Distrikt Temburong) und Malaysia. Der Bukit Pagon liegt im Primärwald und ist Teil des etwa 500 km² großen Ulu-Temburong-Nationalpark.